# Carlos Vázquez Cruz
Carlos Vázquez Cruz (1971) es un escritor puertorriqueño cuya producción se enmarca a partir del año 2000.

## Obra
Ha publicado poesía, cuento, novela y ensayos de crítica literaria. Perteneció a la efímera Asociación de Estudiantes de Literatura de la Universidad de Puerto Rico (UPR). En 1999, junto a Jorge David Capiello Ortiz, Sonia Gaia (Jacqueline Rivera Rivera), Juanmanuel González Ríos, Federico Irizarry Natal, Julio César Pol, Jorge Rodríguez y Amarilis Tavárez Vales, cofundó el colectivo literario El Sótano 00931.
Obtuvo el bachillerato en Artes de la Educación con especialidad en Español del Recinto de Río Piedras de la UPR, la maestría en Bellas Artes (MFA) con concentración en Escritura Creativa en Español de la Universidad de Nueva York (NYU) -en donde se le otorgó la Beca del Banco Santander- y el doctorado en Estudios Hispánicos con certificación en Humanidades Digitales de la Universidad de Carolina del Norte en Chapel Hill (UNC).
Actualmente, labora como catedrático auxiliar en el Departamento de Español de Kalamazoo College, en Míchigan.

## Reconocimientos
- 2023. Mención de Honor. Categoría: Premio Nacional de Novela. PEN de Puerto Rico International. 15 de diciembre. Por: Las siete Partidas.
- 2023. Mención de Honor. Categoría: Premio Nacional de Poesía. PEN de Puerto Rico International. 15 de diciembre. Por: Silente.
- 2023. Medalla de Bronce. Categoría: Mejor Libro de Poesía en Español Juan Felipe Herrera. International Latino Book Awards (ILBA). 21 de noviembre. Por: Silente.
- 2023. Mención de Honor. Categoría: Mejor Libro de Temática LGBTQ+. International Latino Book Awards (ILBA). 21 de noviembre. Por: Las siete Partidas.
- 2022. Beca Letras Boricuas. Fundaciones Flamboyán y Andrew W. Mellon. 6 de noviembre.
- 2014. Premio Nuevas Voces. Festival de la Palabra de Puerto Rico. San Juan. 15 de octubre.
- 2014. Escritor destacado. Día Internacional de la Lengua Materna. San Lorenzo, Puerto Rico. 21 de febrero.
- 2013. Mención de Honor, Premio Nacional de Cuento 2012. PEN Club de Puerto Rico. Por: Malacostumbrismo.
- 2011. Finalista, Primera ronda del 1.er Premio de Relatos LGTB “Corralejo”. Gay Se Nace Diversity Blog. Fuerteventura, Islas Canarias, España. Por: "Cómo se pela un huevo".
- 2010. Premio Nacional de Antología Creativa. PEN Club de Puerto Rico. Por: "El Sótano 00931: Número antológico internacional República Dominicana/Puerto Rico" (editor de Sótano Editores y autor en la sección 'Narrativa/Puerto Rico').
- 2009. Mención de Honor, Premio Nacional de Novela 2008. PEN Club de Puerto Rico. Por: Dos centímetros de mar.
- 2008-2010. Banco Santander "Spanish Creative Writing Fellowship". Programa de Escritura Creativa en Español, Universidad de Nueva York.
- 2008. Finalista, "Mejor libro de cuentos publicado en 2006". PEN Club de Puerto Rico. Por: 8% de desk-cuentos.
- 2002-2003. Premio Antonia Sáez a la excelencia en la enseñanza del español. Facultad de Educación. Universidad de Puerto Rico. Conferido el 1 de mayo de 2006.
- 2000. Mención de Honor. Primer Certamen de Poesía de El Nuevo Día.
- 2000. Segundo Lugar y Mención de Honor en la categoría de Poesía. Segundo Lugar en la categoría de Cuento. 9no Certamen Literario. Universidad Politécnica de Puerto Rico. 16 de mayo.

## Publicaciones

### Libros

#### Poesía
- Silente. Puerto Rico: Isla Negra Editores. 2022. ISBN 978-9945-608-89-2.

- Ares. Puerto Rico: Isla Negra Editores. 2014. ISBN 978-9945-581-29-4.

- Sencilla mente. Puerto Rico: Sótano Editores. 2010. ISBN 978-0-9755453-7-9.

#### Cuento
- Malacostumbrismo. Puerto Rico: Erizo Editorial. 2012. ISBN 978-1-61887-164-0.

- Asado a las doce (2a edición de '8% de desk-cuentos'). Puerto Rico: Ediciones Aventis. 2011. ISBN 978-0-9821019-9-5.

- 8% de desk-cuentos. Massachusetts: Cambridge BrickHouse. 2006. ISBN 978-1-5983501-8-0.

#### Novela
- Las siete Partidas. Puerto Rico: Riel Editorial. 2022. ISBN 978-1-7330593-6-7
- Dos centímetros de mar. Puerto Rico: Editorial Tiempo Nuevo. 2008. ISBN 978-0-9755453-2-9.

#### Crítica
- La mirilla y la muralla: el estado crítico. Puerto Rico: Sótano Editores. 2009. ISBN 978-0-9755453-1-7.

#### Libro híbrido
- Inimaginado. Puerto Rico: Edición de autor. 2003.

### Antologías (selección)
2025. "Segunda Partida: La Kika discura sobre religión y arte 'live streaming' desde París" (segundo capítulo de Las siete Partidas). Polis/Poesía: revista urbano-poética, 4 (2025): 60-68.
2023. Once poemas. En La escalera y el Cerbero: XX años de El Sótano 00931. Julio César Pol, ed. San Juan: Isla Negra. pp. 223-36.
2023. “Muela” (cuento). En Antología de narrativa LGBTQ+ escrita en español en los Estados Unidos y Puerto Rico. Daniel Torres Rodríguez, ed. Chicago: Ars Communis. pp. 169-79.
2020. “Tar Heel” (cuento). En Incurables: relatos de dolencias y males. Oswaldo Estrada, ed. Chicago: Ars Communis. pp. 30-41.
2018. “Temporada de huracanes” (cuento). En Cuentos de huracán. Mayra Santos Febres, ed. San Juan: Festival de la Palabra. pp. 69-79.
2016. Diez poemas. En Este juego de látigos sonrientes: poesía puertorriqueña de fines de siglo XX y comienzos del XXI. Edgardo Nieves Mieles, ed. Hatillo: Espejitos de Papel, 2015. pp. 142-50.
2015. Tres poemas. En “Nueva poesía puertorriqueña” (artículo). Juan Pablo Rivera (autor). Hispamérica 44, 132: pp. 69-83.
2015. “Cómo se pela un huevo” (cuento). En Puerto Rico indócil: antología de cuentos puertorriqueños del s. XXI. Ana Belén Martín Sevillano, ed. Sevilla: Algaida. pp. 205-13.
2011. “La gran familia puertorriqueña” (cuento). En: El mapa latinoamericano de nuestro futuro: 57 textos sobre la violencia en América latina. Lolita Bosch, ed. En línea.
2007. “Epifanía” (cuento). En Los otros cuerpos: antología de temática LGBT de Puerto Rico y su diáspora. Moisés Agosto Rosario, David Caleb Acevedo y Luis Negrón, eds. San Juan: Tiempo Nuevo. pp. 57-64.